# Закон ночи
«Закон ночи» (англ. Live by Night) — криминальная драма режиссёра Бена Аффлека, который также выступает в фильме в качестве сценариста и исполнителя главной роли. Экранизация романа «Ночь — мой дом» Денниса Лихейна. 25 декабря 2016 года фильм вышел в ограниченный прокат в США, а 13 января 2017 года — в широкий прокат.

## Сюжет
1920-е годы, история рассказывает о Джо Коглине — блудном сыне капитана Бостонской полиции. Перебравшись в Ибор Сити, Коглин становится бутлегером, а впоследствии известным гангстером.

## В ролях
| Актёр              | Роль                                |
| ------------------ | ----------------------------------- |
| Бен Аффлек         | Джо Коглин                          |
| Сиенна Миллер      | Эмма Гульд                          |
| Зои Салдана        | Грациелла Суарес                    |
| Эль Фэннинг        | Лоретта Фиггис                      |
| Крис Купер         | Ирвинг Фиггис                       |
| Крис Мессина       | Дион Бартоло                        |
| Брендан Глисон     | капитан Томас Коглин                |
| Ремо Джироне       | Мазо Пескаторе                      |
| Роберт Гленистер   | Альберт Уайт                        |
| Энтони Майкл Холл  | Гэри Смит                           |
| Титус Уэлливер     | Тим Хикки                           |
| Мигель             | Эстебан Суарес                      |
| Макс Казелла       | диггер Пескаторе                    |
| Кларк Грегг        | старший инспектор Кальвин Бондурант |
| Мэттью Мехер       | RD Прютт                            |
| Кристиан Клименсон | инвестор Ритц                       |
| Дж.Д. Эвермор      | Вирджил Борегар                     |
| Крис Салливан      | Брендан Лумис                       |
| Бенни Карамелло    | Пауло Бартоло                       |
| Дерек Мирс         | Донни Гишлер                        |
| Масси Фурлан       | Энтони Сервидона                    |
| Джанфранко Террин  | Кармине Пароне                      |
| Скотт Иствуд       | Дэнни Коглин                        |

## Создание
Warner Bros. с 2013 года разрабатывала экранизацию «Live by Night» с Беном Аффлеком в качестве режиссёра, сценариста, продюсера и исполнителя роли Джо Коглина. Продюсерами также выступили Леонардо Ди Каприо и Дженнифер Дэвиссон Киллоран. 4 сентября 2014 года Сиенна Миллер, Зои Салдана и Эль Фэннинг вошли в актёрский состав фильма. 9 июля 2015 Warner Bros. дала фильму «зелёный свет» и объявила, что производство начнётся в ноябре 2015. 28 августа 2015 стало известно, что Крис Мессина ведёт переговоры по поводу роли Диона Бартоло — лучшего друга Коглина и сообщника. 20 октября 2015 года к актёрскому составу присоединился Крис Купер. 2 ноября 2015 Мигель подписался на роль Эстебана. 5 ноября 2015 Макс Каселла получил роль Диггера — чрезмерно агрессивного сына босса мафии. 13 ноября 2015 TheWrap сообщил, что Скотт Иствуд сыграет брата героя Аффлека. 18 ноября 2015 Брендан Глисон получил роль отца героев Аффлека и Иствуда. 23 ноября Энтони Майкл Холл присоединился к фильму в роли Гэри Смита. 1 декабря 2015 года поступило сообщение, что Титус Уэлливер сыграет в фильме Тима Хикки — босса мафии и наставника Джо.
Съёмки фильма начались 28 октября 2015 года. В середине ноября съёмки проходили в Лоренсе, а также в Бостоне 20 ноября. С начала декабря 2015 года съёмки проходили в Лос-Анджелесе.

## Кинокритика и кассовые сборы
Фильм был очень прохладно оценён кинокритиками — его рейтинг на сайте Rotten Tomatoes составляет 35 %, что основано на 225 рецензиях критиков, со средним баллом — 5,3/10.
На сайте Metacritic фильм получил 49 баллов из 100, на основе 43 обзоров.
Также картина оглушительно провалилась в прокате: при бюджете в 65 миллионов долларов общемировые кассовые сборы составили катастрофически низкие 23 миллиона долларов.
Провал фильма в прокате стал одной из причин, по которой Аффлек потерял пост режиссёра и сценариста картины «Бэтмен» (2022), и позже полностью покинул проект.